# 고양이의 보은
고양이의 보은(일본어: 猫の恩返し 네코노온가에시[*], The Cat Returns)는 일본의 애니메이션 영화 작품이다. 《귀를 기울이면》의 스핀오프 작품으로서, 일본에서는 2002년 7월 20일 도호 사 배급으로 처음 개봉하였고 대한민국에서는 2003년 8월 8일에 개봉하였다. 미국에서는 2005년 개봉되었다. 2002년 문화청 미디어 예술제 대상을 수상하였다.

## 줄거리
주인공인 '하루'는 말괄량이이자 늦잠꾸러기인 여고생이다. 라크로스채를 들고 친구 히로미와 함께 하던 하굣길에, 자그마한 선물꾸러미를 물고 찻길을 건너는 고양이를 만난다. 그 고양이가 트럭에 치일 뻔하자 하루는 망설임 없이 달려나가 라크로스채로 고양이를 구해준다. 풀숲에 넘어져 고개를 들어보니, 고양이는 몸을 툴툴 털고 일어나 하루에게 고맙다고 인사를 한다. 그는 나중에 답례를 하겠다고 하고는 가던 길을 간다. 하루가 집에 돌아와서 엄마에게 그 얘기를 하니, 엄마는 하루가 어릴 적 길고양이 한 마리에게 과자를 준 걸 '고양이랑 얘기했다'고 하지 않았느냐면서 믿지 않는다.
그날 밤중에 창 밖을 보니 하루네 집 앞에 고양이 왕이 신하들을 이끌고 행차하였다. 고양이 왕은 낮에 하루가 구해준 고양이가 아들인 룬 왕자라고 말해주면서, 답례로서 두루마리 하나를 주고 사라진다. 다음날 하루 주변에 라크로스채, 개박하, 쥐 등이 산더미처럼 쌓인다. 고양이들이 선물로 준 것이지만 하루는 당황스럽기만 한다. 방과 후 친구의 부탁으로 청소당번을 하고 있으려니 전날의 고양이 신하 '나토루'가 하루를 찾아와서는, 고양이 왕이 하루를 룬 왕자의 왕비로 삼고 싶다고 전한다. 하루는 고양이의 삶도 괜찮지 않을까 하는 식으로 가볍게 대답했는데, 나토루는 승낙한 것으로 알겠다며 오늘 밤에 모셔가겠다고 하고는 사라져 버린다. 고양이와 결혼하게 될 신세가 되어 어쩔 줄 몰라 하는 하루에게 허공에서 '사거리의 흰 고양이에게 물어 고양이 사무소를 찾아가라'는 목소리가 들려온다.
하루는 사거리의 카페 테이블에서 뚱뚱한 흰 고양이와 만났고, 그 고양이를 따라 비좁은 골목 사이를 지나니 작은 건물들이 모인 조그마한 광장이 나왔다. 석양이 비추고 날이 저무니 한 건물 안의 고양이 신사 인형이 살아움직이더니, 자신을 훔베르토 폰 지킹겐 남작, 일명 바론이라 소개한다. 그리고 뚱뚱한 고양이는 무타라고 밝히고, 까마귀 토토와도 만난다. 하루는 바론에게 고양이 왕국과 신부 이야기를 해주고 바론은 자신이 해결해 주겠다고 해준다. 그렇게 해결될 것 같던 때, 나토루가 사무소를 찾아와서 하루와 무타를 왕국으로 데려가 버린다. 그 뒤를 바론이 뒤쫓는다.
포털을 지나자 고양이들이 모여 사는 작은 왕국이 나왔다. 시녀 고양이 '유키'가 나타나 여기 있어선 안 된다고 충고하였으나, 고양이 왕국의 풍경에 마음이 편해진 하루는 왕국 신하들의 손에 이끌려 성 안으로 들어가 치장을 한다. 무타는 어느 새 젤리 안에 갇혀 버렸고, 하루는 결혼은 못하겠다고 거절하려 했으나 거울에 비친 그녀는 이미 고양이로 변해 있었다. 하루가 울상이 되자 고양이 왕은 광대들을 불러 하루를 즐겁게 해주려 하는데, 가면 쓴 귀공자가 나타나 하루와 춤을 춘다. 그는 하루를 구하러 온 바론이었다. 고양이 왕이 귀공자의 정체를 눈치 채고 군사를 풀자 바론은 무타를 구해내고 시녀 유키의 도움으로 하루와 함께 성에서 탈출한다.
하루가 다시 인간이 되어 인간 세계로 가려면 동이 트기 전 미로를 지나고 탑을 올라 하늘에 닿아야 했다. 하루와 바론, 무타는 힘을 합쳐 그곳을 지났으나, 고양이 왕이 탑을 폭파시켜 무너뜨려 길을 막아 버린다. 체념하고 결혼을 받아들이려 했는데, 룬 왕자가 돌아와서 결혼은 자신의 의도가 아니라고 선언한다. 룬 왕자의 진짜 사랑은 다름 아닌 시녀 유키였으며, 유키는 하루가 과거 과자를 나눠 준 그 길고양이였다. 고양이 왕은 상황이 이렇게 됐으니 자기의 아내라고 되라고 하지만 하루는 단칼에 거절한다. 룬 왕자는 아직 길이 막히지 않았다면서 하루에게 탑을 올라가게 한다. 고양이 왕이 뒤를 쫓았으나, 바론이 저지한다. 하루는 탈출에 성공했으나, 탑이 무너진 영향으로 출구가 하늘로 나 있었다. 그대로 추락을 하다가 까마귀 토토가 나타나 간신히 구해져 하루 일행은 학교로 돌아온다.
동이 트고 작별의 시간이 오자 하루는 바론을 좋아한다고 말한다. 바론은 도움이 필요하면 언젠가 다시 사무소를 찾아오라고 하고 돌아간다. 하루는 일상으로 돌아간다.

## 성우진
| 배역            | 일본어 성우       | 한국어 성우 | 영어 성우                    |
| --------------- | ----------------- | ----------- | ---------------------------- |
| 요시오카 하루   | 이케와키 치즈루   | 김서영      | 앤 해서웨이 케이티 코 (아역) |
| 바론            | 하카마다 요시히코 | 홍시호      | 케리 엘위스                  |
| 무타            | 와타나베 테츠     | 박조호      | 피터 보일                    |
| 고양이 왕       | 탄바 테츠로       | 노민        | 팀 커리                      |
| 나토리          | 사토이 켄타       | 이인성      | 러네이 오베어전와            |
| 나토루          | 하마다 마리       | 지미애      | 앤디 릭터                    |
| 하루네 엄마     | 오카에 쿠미코     | 최문자      | 크리스틴 서덜랜드            |
| 히로미          | 사토 히토미       | 우정신      | 크리스틴 벨                  |
| 룬 왕자         | 야마다 타카유키   | 엄상현      | 앤드루 베비스                |
| 유키            | 마에다 아키       | 배정민      | 주디 그리어                  |
| 토토            | 사이토 요스케     |             | 엘리엇 굴드                  |
| 치카            | 혼나 요코         |             |                              |
| 마치다          | 야마다 켄         | 전광주      |                              |
| 마치다 여자친구 | 시라토리 유리     |             |                              |

영어 더빙은 비즈 미디어에서 진행되었다.